# Eupteryx kufensis
Eupteryx kufensis är en insektsart som beskrevs av Rauno E. Linnavuori 1965. Eupteryx kufensis ingår i släktet Eupteryx och familjen dvärgstritar.
Artens utbredningsområde är Libya. Inga underarter finns listade i Catalogue of Life.